# Tan-čou
Tan-čou (čínsky pchin-jinem Dānzhōu, znaky 儋州) je městská prefektura v provincii Chaj-nan v Čínské lidové republice. Její rozloha je 3394 km² a v roce 2015 v ní žilo 977 700 obyvatel.
Správním centrem a městským jádrem prefektury je městys Na-ta, jemuž se často hovorově říká „město Tan-čou“.

## Geografie

### Poloha
Tan-čou se nachází na severozápadě ostrovní provincie Chaj-nan v jižní Číně. Na západě sousedí s okresem Lin-kao, na jihu s Liským a miaoským autonomním okresem Čchiung-čung a na jihozápadě s liskými autonomními okresy Paj-ša a Čchang-ťiang.

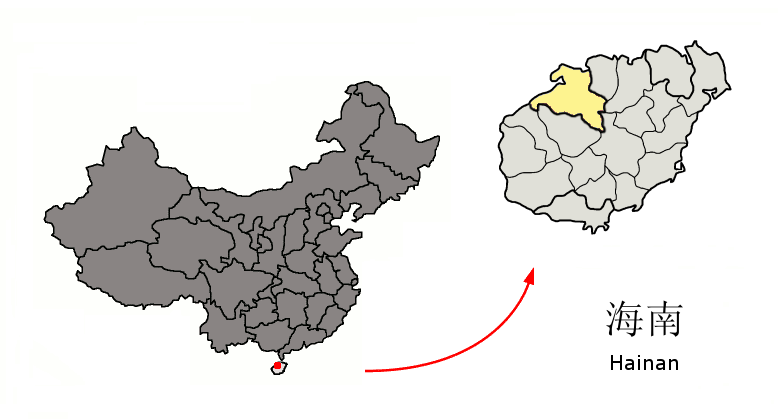
Tan-čou (žlutě) na mapě provincie Chaj-nan

## Administrativní členění
Specifikem Tan-čou je, že se jedná o městskou prefekturu, která nejsou podřízeny žádné administrativní jednotky na okresní úrovni. Místo toho se přímo dělí na městyse a jednu městskou čtvrť, tedy administrativní jednotky nižší, obecní úrovně.
| Mapa | Název         | Název         | Populace (2010) | Rozloha (km2) | Hustota (obyv./km2) |
| Mapa | Česky         | Znaky         | Populace (2010) | Rozloha (km2) | Hustota (obyv./km2) |
| --- | ------------- | ------------- | --------------- | ------------- | ------------------- |
| Na-ta Che-čching Nan-feng Ta-čcheng Ja-sing Lan-jang Kuang-cchun Mu-tchang Chaj-tchou E-man San-tou Wang-wu Paj-ma-ťing Čung-che Pchaj-pchu Tung-čcheng Sin-čou | Městská čtvrť | Městská čtvrť | Městská čtvrť   | Městská čtvrť | Městská čtvrť       |
| Na-ta Che-čching Nan-feng Ta-čcheng Ja-sing Lan-jang Kuang-cchun Mu-tchang Chaj-tchou E-man San-tou Wang-wu Paj-ma-ťing Čung-che Pchaj-pchu Tung-čcheng Sin-čou | San-tou       | 三都街道      | 76 757          | 88            | 872,23              |
| Na-ta Che-čching Nan-feng Ta-čcheng Ja-sing Lan-jang Kuang-cchun Mu-tchang Chaj-tchou E-man San-tou Wang-wu Paj-ma-ťing Čung-che Pchaj-pchu Tung-čcheng Sin-čou | Městys        |               |                 |               |                     |
| Na-ta Che-čching Nan-feng Ta-čcheng Ja-sing Lan-jang Kuang-cchun Mu-tchang Chaj-tchou E-man San-tou Wang-wu Paj-ma-ťing Čung-che Pchaj-pchu Tung-čcheng Sin-čou | Na-ta         | 那大镇        | 256 652         | 179,2         | 1432,2              |
| Na-ta Che-čching Nan-feng Ta-čcheng Ja-sing Lan-jang Kuang-cchun Mu-tchang Chaj-tchou E-man San-tou Wang-wu Paj-ma-ťing Čung-che Pchaj-pchu Tung-čcheng Sin-čou | Che-čching    | 和庆镇        | 20 729          | 188,4         | 110,03              |
| Na-ta Che-čching Nan-feng Ta-čcheng Ja-sing Lan-jang Kuang-cchun Mu-tchang Chaj-tchou E-man San-tou Wang-wu Paj-ma-ťing Čung-che Pchaj-pchu Tung-čcheng Sin-čou | Nan-feng      | 南丰镇        | 23 669          | 260,3         | 90,93               |
| Na-ta Che-čching Nan-feng Ta-čcheng Ja-sing Lan-jang Kuang-cchun Mu-tchang Chaj-tchou E-man San-tou Wang-wu Paj-ma-ťing Čung-che Pchaj-pchu Tung-čcheng Sin-čou | Ta-čcheng     | 大成镇        | 84 620          | 295,4         | 286,46              |
| Na-ta Che-čching Nan-feng Ta-čcheng Ja-sing Lan-jang Kuang-cchun Mu-tchang Chaj-tchou E-man San-tou Wang-wu Paj-ma-ťing Čung-che Pchaj-pchu Tung-čcheng Sin-čou | Ja-sing       | 雅星镇        | 76 427          | 170           | 449,57              |
| Na-ta Che-čching Nan-feng Ta-čcheng Ja-sing Lan-jang Kuang-cchun Mu-tchang Chaj-tchou E-man San-tou Wang-wu Paj-ma-ťing Čung-che Pchaj-pchu Tung-čcheng Sin-čou | Lan-jang      | 兰洋镇        | 23 711          | 186,9         | 126,86              |
| Na-ta Che-čching Nan-feng Ta-čcheng Ja-sing Lan-jang Kuang-cchun Mu-tchang Chaj-tchou E-man San-tou Wang-wu Paj-ma-ťing Čung-che Pchaj-pchu Tung-čcheng Sin-čou | Kuang-cchun   | 光村镇        | 27 803          | 72            | 386,15              |
| Na-ta Che-čching Nan-feng Ta-čcheng Ja-sing Lan-jang Kuang-cchun Mu-tchang Chaj-tchou E-man San-tou Wang-wu Paj-ma-ťing Čung-che Pchaj-pchu Tung-čcheng Sin-čou | Tung-čcheng   | 东成镇        | 49 252          | 116,5         | 422,76              |
| Na-ta Che-čching Nan-feng Ta-čcheng Ja-sing Lan-jang Kuang-cchun Mu-tchang Chaj-tchou E-man San-tou Wang-wu Paj-ma-ťing Čung-che Pchaj-pchu Tung-čcheng Sin-čou | Mu-tchang     | 木棠镇        | 40 373          | 84            | 480,63              |
| Na-ta Che-čching Nan-feng Ta-čcheng Ja-sing Lan-jang Kuang-cchun Mu-tchang Chaj-tchou E-man San-tou Wang-wu Paj-ma-ťing Čung-che Pchaj-pchu Tung-čcheng Sin-čou | Chaj-tchou    | 海头镇        | 34 648          | 195,8         | 176,96              |
| Na-ta Che-čching Nan-feng Ta-čcheng Ja-sing Lan-jang Kuang-cchun Mu-tchang Chaj-tchou E-man San-tou Wang-wu Paj-ma-ťing Čung-che Pchaj-pchu Tung-čcheng Sin-čou | E-man         | 峨蔓镇        | 17 317          | 70,5          | 245,63              |
| Na-ta Che-čching Nan-feng Ta-čcheng Ja-sing Lan-jang Kuang-cchun Mu-tchang Chaj-tchou E-man San-tou Wang-wu Paj-ma-ťing Čung-che Pchaj-pchu Tung-čcheng Sin-čou | Wang-wu       | 王五镇        | 24 274          | 126,3         | 192,19              |
| Na-ta Che-čching Nan-feng Ta-čcheng Ja-sing Lan-jang Kuang-cchun Mu-tchang Chaj-tchou E-man San-tou Wang-wu Paj-ma-ťing Čung-che Pchaj-pchu Tung-čcheng Sin-čou | Paj-ma-ťing   | 白马井镇      | 59 585          | 54,7          | 1089,3              |
| Na-ta Che-čching Nan-feng Ta-čcheng Ja-sing Lan-jang Kuang-cchun Mu-tchang Chaj-tchou E-man San-tou Wang-wu Paj-ma-ťing Čung-che Pchaj-pchu Tung-čcheng Sin-čou | Čung-che      | 中和镇        | 31 646          | 51,5          | 614,48              |
| Na-ta Che-čching Nan-feng Ta-čcheng Ja-sing Lan-jang Kuang-cchun Mu-tchang Chaj-tchou E-man San-tou Wang-wu Paj-ma-ťing Čung-che Pchaj-pchu Tung-čcheng Sin-čou | Pchaj-pchu    | 排浦镇        | 17 577          | 95,8          | 183,47              |
| Na-ta Che-čching Nan-feng Ta-čcheng Ja-sing Lan-jang Kuang-cchun Mu-tchang Chaj-tchou E-man San-tou Wang-wu Paj-ma-ťing Čung-che Pchaj-pchu Tung-čcheng Sin-čou | Sin-čou       | 新州镇        | 67 316          | 45            | 1495,91             |